# Sør-Hålogaland Stift
Sør-Hålogaland Stift er et stift i Den Norske Kirke og omfatter Nordland fylke. Bispedømmet blev oprettet i 1952 ved delingen af det tidligere Hålogaland Stift. Bispedømmekontoret ligger i Bodø. Siden 2016 har Ann-Helen Fjeldstad Jusnes været biskop. I november 2023 indvies Svein Valle som stiftets nye biskop.

## Bisperækken
- Wollert Krohn Hansen 1952-1959
- Hans Edvard Wisløff 1959-1969
- Bjarne Odd Weider 1969-1982
- Fredrik Grønningsæter 1982-1992
- Øystein Ingar Larsen 1992-2006
- Tor Berger Jørgensen 2007-2016
- Ann-Helen Fjeldstad Jusnes 2016-2023
- Svein Valle 2023-